# Tribo urbana

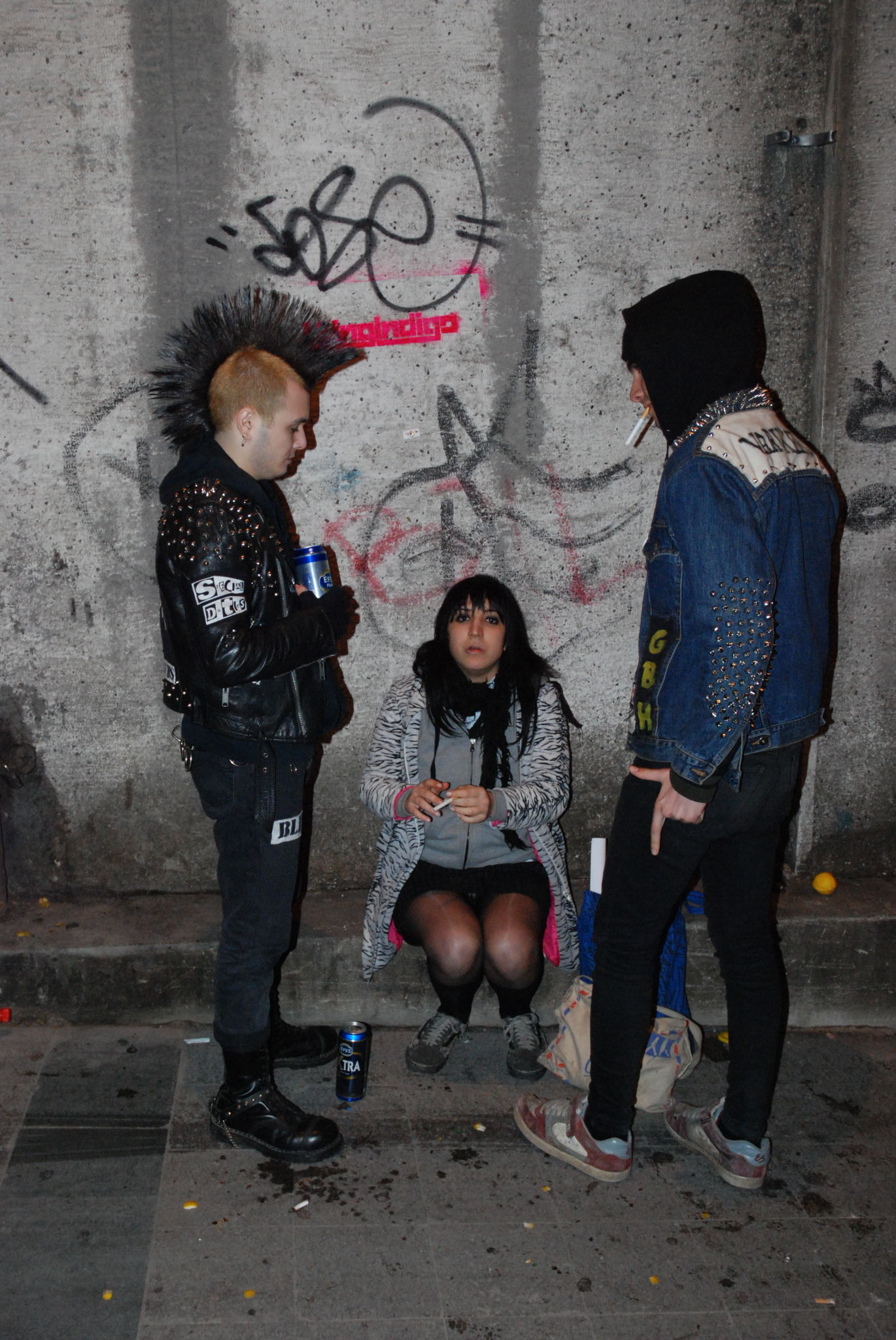
Punks, uma das tribos urbanas mais conhecidas

As tribos urbanas, também chamadas de subsociedades, são constituídas de microgrupos que têm como objetivo principal estabelecer redes de amigos com base em interesses comuns. Essas agregações apresentam uma conformidade de pensamentos, hábitos e maneiras de se vestir. Um exemplo conhecido de tribo urbana são os punks. A expressão "tribo urbana" foi criada pelo sociólogo francês Michel Maffesoli, que começou usá-la nos seus artigos a partir de 1985. A expressão ganha força três anos depois com a publicação do seu livro O Tempo das Tribos: O declínio do individualismo nas sociedades de massa. Segundo Michel Maffesoli, o fenômeno das tribos urbanas se constitui nas "diversas redes, grupos de afinidades e de interesse, laços de vizinhança que estruturam nossas megalópoles. Seja ele qual for, o que está em jogo é a potência contra o poder, mesmo que aquela não possa avançar senão mascarada para não ser esmagada por este".

## Características

### Cultura informal
A cultura das tribos urbanas é informal, bem diferente das organizações ligadas ao "burguesismo" permeadas pelo nosso taylorismo ocidental, que rejeita a emoção e os sentimentos coletivos (coisa típica de uma cultura empresarial). O neotribalismo pratica uma "solidariedade orgânica" que vai de encontro a essa "solidariedade mecânica dos indivíduos racionais" do capitalismo.
Como metáfora explicativa, Maffesoli invoca dois deuses do panteão Grego: Apolo e Dionísio - duas figuras opostas; Apolo, representando a razão e Dionísio, representando o mundano, o "terreno".
Esses grupos não têm projetos ou objetivos específicos a não ser pelo partilhamento, no "aqui-agora".

### Proxemia
As tribos reforçam "um sentimento de pertença" e favorecem "uma nova relação com o ambiente social".
A proxemia das tribos é uma faca de dois gumes. Ela pode, por um lado, ser expressa pela tolerância. Um exemplo disso é a tribo dos clubbers. Incentivados pela filosofia P.L.U.R. - Peace, Love, Unity & Respect - os frequentadores das raves são incitados a respeitar o "meio ambiente e outras pessoas, independente de credo, raça, religião, gostos e opiniões". A outra face dessa "homossocialidade" tribal é a exclusão do "diferente" a partir da violência, coisa bem presente no fanatismo e no racismo de algumas tribos. Os boneheads em geral enquadram-se aí, tendo como inimigos declarados os negros, estrangeiros, gays, comunistas e militantes ativistas de esquerda e extrema-esquerda (anarcopunks e redskins, por exemplo).

### Não-ativismo
O neotribalismo não se opõe frontalmente ao poder político como o faz o proletariado. Isso não quer dizer, no entanto, que as tribos urbanas sejam passivas ou que não prestem atenção no jogo político. O que as tribos fazem é evitar as formas institucionalizadas de protesto (comícios, greves e piquetes) das quais o proletariado se vale. A resistência das tribos é mais "subterrânea" valendo-se - por exemplo - da música para afirmar sua não-adesão à "assepsia social" dos mantedores da Ordem. Essa "desqualificação" praticada pelas tribos, com o tempo, "corrói progressivamente a legitimidade do poder estabelecido".

### Fluidez & estabilidade
Maffesoli destaca algo paradoxal nas tribos urbanas. Elas são instáveis e "abertas", podendo uma pessoa que participa delas "evoluir de uma tribo para a outra". Por outro lado, essas tribos alimentam um sentimento de exclusividade e um "conformismo estrito" entre seus participantes.

## Críticas

### Convivência
Há de se questionar até que ponto é verdadeira essa "convivência" entre tribos apregoada por Maffesoli. Rivalidades entre tribos urbanas (mods e rockers, por exemplo) têm sido registradas desde os anos 1960 na Inglaterra e, desde então, os conflitos vem crescendo bastante. Num artigo escrito para a Rolling Stone americana (dezembro de 1980), Dave Marsh lamentava a falta de união entre punks e headbangers na década de 1980. Os conflitos recentes entre punks e carecas paulistas, cujo fato mais marcante foi quando carecas do ABC obrigaram dois jovens a pular de um metrô em movimento,
Como assinalara o próprio Maffesoli, o pós-modernismo retoma muitos elementos do pré-modernismo, mas já corrompidos por residuos do modernismo, a exemplo do rock.

## Filmes relacionados às tribos urbanas

### Clubbers
- Better Living Through Circuitry (1999), de Jon Reiss.
  - Documentário sobre a música eletrônica dos anos 1990. Inclui entrevistas com Moby, Roni Size e integrantes do The Crystal Method.
- Trainspotting (1996), de Danny Boyle.
- A Festa Rave (2000), de Greg Harrison.
  - Filme que se passa na maior parte do tempo em uma rave underground em San Francisco (EUA).

### Headbangers
- This Is Spinal Tap (1984), de Rob Steiner.
  - Documentário de uma banda fictícia (Spinal Tap) que faz paródia dos excessos do heavy metal.
- Heavy Metal (1988), de Helen Gallacher.
  - Exibido originalmente no Arena, programa de TV da BBC. Inclui apresentações exclusivas do Metallica, Motörhead e Napalm Death.
- The Decline of Western Civilization Part II: The Metal Years (1988), de Penelope Spheeris.
  - Documentário centrado na cena glam metal de Los Angeles.
- Metal: A Headbanger's Journey (2005), de Sam Dunn.
  - Antropólogo canadense investiga sua própria tribo urbana.
- Heavy: The Story of Metal (2006), de Mike Warren.
  - Produzido pela VH1 - um canal "primo" da MTV - e exibido em quatro capítulos.
- Murder Music: Black Metal (2007), de David Kenny.
  - Escrito pelo jornalista Malcolm Dome. Relata a história do black metal, privilegiando as bandas norueguesas.

### Hippies
- Monterey Pop (1968), de Don Alan Pennebaker.
- Easy Rider - Sem Destino (1969), de Dennis Hopper.
- Woodstock (1970), de Michael Wadleigh.
- Hair (filme) (1979), de Milos Forman.

### Punks
- The Warriors (filme), Selvagens da Noite, (1979), de Walter Hill.
- Jubilee (1977), de Derek Jarman.
  - Primeiro filme sobre punks.
- Punk: Attitude (2005), de Don Letts.
  - Documentário sobre a cultura punk.
- Botinada (2006), de Gastão Moreira.
  - Jornalista e ex-VJ da MTV traça a evolução da cultura punk no Brasil, com destaque para a cena paulista.
- The Decline of Western Civilization (1981), de Penelope Spheeris.
  - Documentário pioneiro sobre o punk rock americano, focando o cenário da cidade de Los Angeles. Inclui apresentações do Black Flag, Circle Jerks, The Germs e outros.
- Another State of Mind (1984), de Adam Small e Peter Stuart.
- American Hardcore (2006), de Paul Rachman.
  - Conta a história do hardcore punk americano durante a era Reagan.
- Sid e Nancy - O Amor Mata (1986), de Alex Cox.
  - Baseado no romance trágico entre Nancy Spungen e Sid Vicious, o falecido baixista dos Sex Pistols.
- The Decline of Western Civilization Part III (1998), de Penelope Spheeris.
  - A diretora volta a retratar a cena punk de Los Angeles vinte anos depois.
- The Filth and the Fury (2000), de Julien Temple.
  - A história dos Sex Pistols, tendo como pano de fundo a caos social da Inglaterra do final dos anos 1970.

### Góticos
- Dracula, e suas inúmeras adaptações cinematográficas. É o famoso romance de Bram Stoker.
- Nosferatu, filme alemão de 1922, dirigido por Friedrich Wilhelm Murnau. O filme é uma adaptação do romance Drácula, de Bram Stoker, embora com nomes de personagens e lugares alterados. O longa narra a história de Conde Orlok, um vampiro dos Montes Cárpatos que se apaixona perdidamente por Ellen e traz o horror à cidade dela.
- Frankenstein, clássico filme estadunidense sobre o famoso monstro criado pelo  Dr. Henry Frankenstein. Lançado em 1931, baseado no livro Frankenstein de Mary Shelley, o filme foi dirigido por James Whale.
- Fome de Viver, filme inglês de Tony Scott, 1983, marcado pela atuação do cantor David Bowie na pele de um vampiro. O filme conta com participação da banda inglesa Bauhaus.
- The Lost Boys, filme de comédia e horror norte-americano de 1987, estrelado por Jason Patric, Corey Haim, Kiefer Sutherland, Jami Gertz, Corey Feldman, Dianne Wiest, Edward Herrmann, Alex Winter, Jamison Newlander e Barnard Hughes. O filme gira em torno de dois irmãos do Arizona, o jovem Sam e seu irmão mais velho Michael, que se mudam com sua mãe recém divorciada Lucy para a cidade de Santa Carla na Califórnia. Lá, Michael começa agir de forma estranha, talvez porque seus novos amigos liderados pelo misterioso David não sejam nada comuns. Os dois acabam se deparando com uma gangue de vampiros sedentos por sangue, dispostos a aproveitar a vida, curtir a noite e transformar Michael no mais novo membro do grupo.
- Família Addams, filme estadunidense de humor negro dirigido por Barry Sonnenfeld. O filme gira em torno de um grupo de personagens fictícios criados pelo cartoonista norte-americano Charles Addams. Os Addams são uma inversão satírica do ideal da família americana; um grupo rico e excêntrico, que adora o macabro e que ao mesmo tempo não se apercebem, ou não lhes interessa, que outras pessoas os achem bizarros ou assustadores.
- Os Fantasmas se Divertem,  filme de comédia, horror e humor negro de 1988, dirigido por Tim Burton e com trilha sonora de Danny Elfman. A história segue um casal recém-falecido que contrata um bio-exorcista, Beetlejuice (Besouro Suco), para expulsar os yuppies que são novos proprietários de sua casa na Nova Inglaterra. O filme fez muito sucesso, levando a uma série de desenhos animados para televisão.
- Entrevista com o Vampiro, filme estadunidense de 1994 de suspense, baseado no livro homônimo da escritora Anne Rice. O filme conta a história de Louis de Pointe du Lac, um vampiro que foi transformado no século XVIII por Lestat de Lioncourt. Enquanto Lestat acredita que deu a Louis a maior dádiva que pode existir, este acredita que na verdade foi condenado ao inferno, e só encara a morte como válvula de escape, enquanto o medo o aflige. Ele passa sua vida imortal à procura de um significado para a sua condição, ou pelo menos algum outro de sua espécie.
- Rainha dos Condenados, filme de terror estadunidense de 2002, produto de uma adaptação cinematográfica do terceiro volume das Crônicas Vampirescas da escritora Anne Rice, de mesmo nome, apesar de conter também parte do enredo do livro antecedente, O Vampiro Lestat. Traz Aaliyah no papel que dá nome ao filme e Stuart Townsend no papel do vampiro Lestat.
- Cidade Oculta, do brasileiro Chico Botelho, 1986. Com participação da Patife Band, no famoso clube dark Madame Satã.
- Donnie Darko de Richard Kelly, 2001. Que é ambientado na atmosfera sombria do fim dos anos 80 e cuja famosa trilha sonora possui bandas como Echo and the Bunnymen, Joy Division, The Psychedelic Furs e The Cure.

### Skinheads
- Bronco Bullfrog, (1969), de Barney Platts-Mills.
  - Primeiro filme realizado sobre a cultura skinhead, mostra jovens suedeheads ingleses do final dos anos 1960.
- Skinhead Attitude (2003), de Daniel Schweizer.
  - Documentário sobre a cultura skinhead desde sua origem até os dias atuais.
- This Is England (2006), de Shane Meadows.
  - Filme sobre a história de jovens skinheads da Inglaterra em julho de 1983.
- Oi! Warning (1999), de Ben Reding e Dominik Reding.
  - Filme sobre skinheads apolíticos da Alemanha.
- Skinhead Cross Culture (2009), de Bryan Davis.
- Gay Skinheads (2003), de Karl Hayden.
  - Documentário que entrevista skinheads ao redor da Europa, e explora a aparente contradição entre ser gay e viver como um skinhead.
- 16 Anos de Alcool (2003), de Richard Jobson.
- Dog Years (1997), de Robert Loomis.
- Made in Britain (1982), de Alan Clarke.
  - Filme feito para um canal de TV inglês, sobre um jovem bonehead (Tim Roth) na Inglaterra do início dos anos 1980.
- Skinhead - A Força Branca (1992), de Geoffrey Wright.
  - Um dos primeiros trabalhos do ator Russel Crowe, esse filme australiano retrata a violência em torno de uma gangue bonehead.
- Um Skinhead no Divã (1993), de Suzanne Osten.
  - Filme sueco que trata da relação conturbada entre um bonehead neonazista e seu psicanalista judeu.
- A Outra História Americana (1998), de Tony Kaye.
- Tolerância Zero (2001), de Henry Bean.
  - Inspirado por fatos reais, o filme conta a história do paradoxal Danny Balint (Ryan Gosling) - um neonazista judeu.

## Leituras
- MAFFESOLI, Michel. A Contemplação do Mundo. Porto Alegre: Artes e Ofícios, 1995.
- MAFFESOLI, Michel. O Tempo das Tribos: O declínio do individualismo nas sociedades de massa. Rio de Janeiro: Forense Universitária, 1998.
- MARSH, Dave. Rock & Roll 1980: Hold On Hold Out. Rolling Stone, n. 333 / 334, p. 1-2; 5, dec 1980 / jan 1981.
- McCALL, Tara. This Is Not A Rave: In the Shadow of a Subculture. New York: Thunder's Mouth Press, 2001.